# Municipio de Chiatura
El Municipio de Chiatura (en georgiano: ჭიათურის მუნიციპალიტეტი) es un raión de Georgia, en al región de Imericia. La capital es la ciudad de Chiatura. El distrito  se encuentra en la parte central del país. La superficie total es de 542 km² y su población aproximadamente es de 39.884 habitantes (2014).
- Datos: Q269506
- Multimedia: Chiatura Municipality / Q269506